# Stephan Weidner

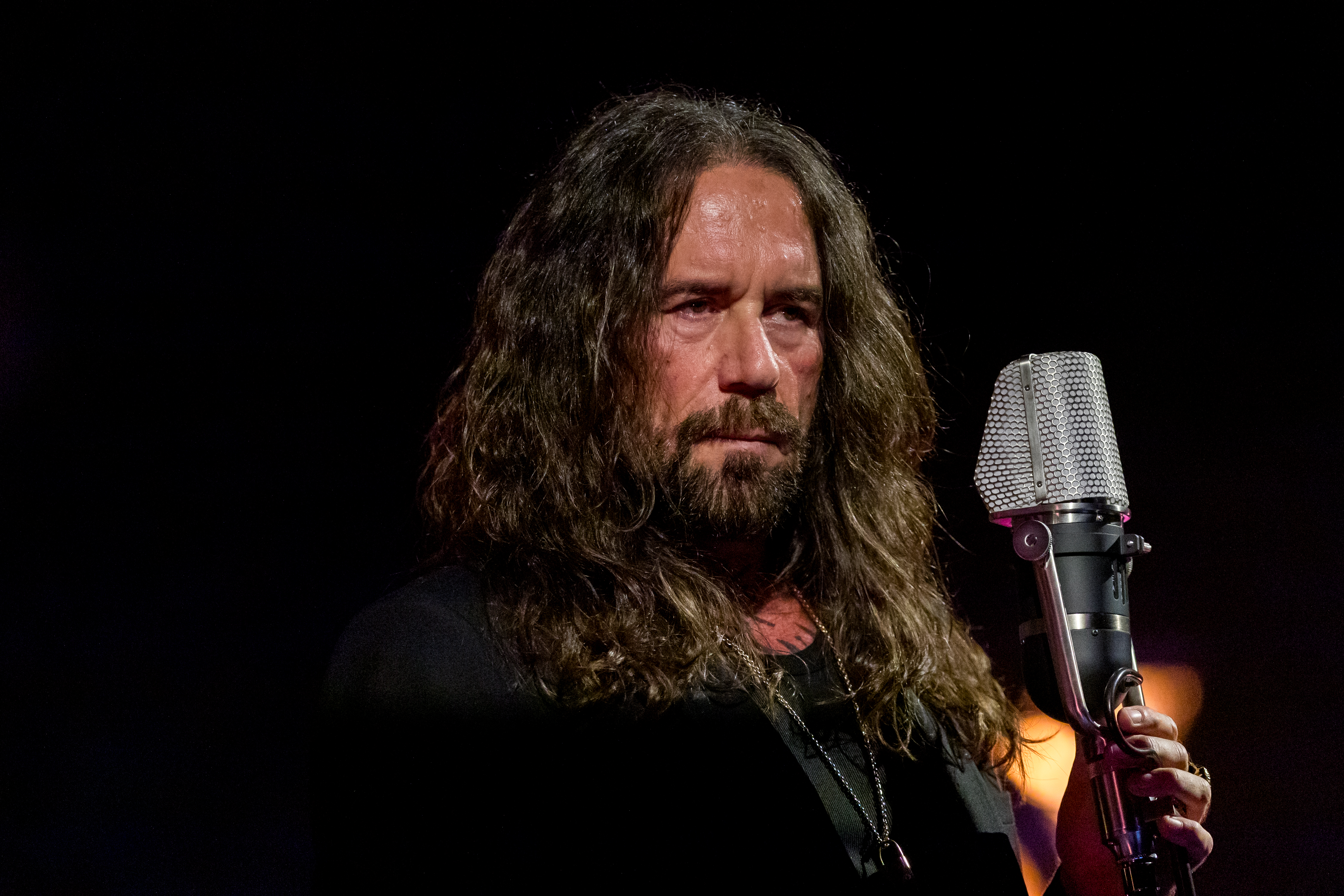
Stephan Weidner bei seiner Akustik Tour in Neu-Isenburg (2024)

Stephan Weidner (* 29. Mai 1963 in Alsfeld), Künstlername Der W, ist ein deutscher Musikproduzent, Bassist, Sänger und Songwriter. Bekannt wurde Weidner als Bassist und Texter der Band Böhse Onkelz. Die Begleitband, die ihn als Solokünstler bei Liveacts und im Studio unterstützt, nennt sich ebenfalls Der W.

## Privatleben
Weidner wuchs in Frankfurt am Main auf, bis sein Vater 1966 die Familie verließ. 1976 zog der Vater mit ihm in das 50 Kilometer östlich gelegene Hösbach in Unterfranken. Hier brach er die Schule ohne Abschluss ab. Weidner ist in zweiter Ehe verheiratet und hat einen Sohn und eine Tochter. Er lebt in Portugal und auf Ibiza. Schon relativ früh interessierte er sich für den Tierschutz, so lebte er nach eigenen Angaben für fast 24 Jahre vegetarisch. Im Jahre 2011 veröffentlichte er den Song „Fleisch“, in dem er die Zustände in der Massentierhaltung anprangert.

## Musikalische Karriere

### Böhse Onkelz
1980 gründete Weidner zusammen mit Kevin Russell und Peter Schorowsky die Böhsen Onkelz. Zunächst spielte er E-Gitarre. Nachdem Matthias „Gonzo“ Röhr 1981 der Band beigetreten war, übernahm er den Bass. Im Sommer 2005 löste sich die Band auf; 2013 kam sie wieder zusammen.

### Nordend Antistars
Am 15. Mai 2006 veröffentlichte er zusammen mit anderen Künstlern (unter anderem Daniel Wirtz von Sub7even) unter dem Bandnamen Nordend Antistars die Stücke Unser Stadion – unsere Regeln und Gewinnen kann jeder als Stadionhymnen zur Fußball-WM 2006.

### Solokarriere

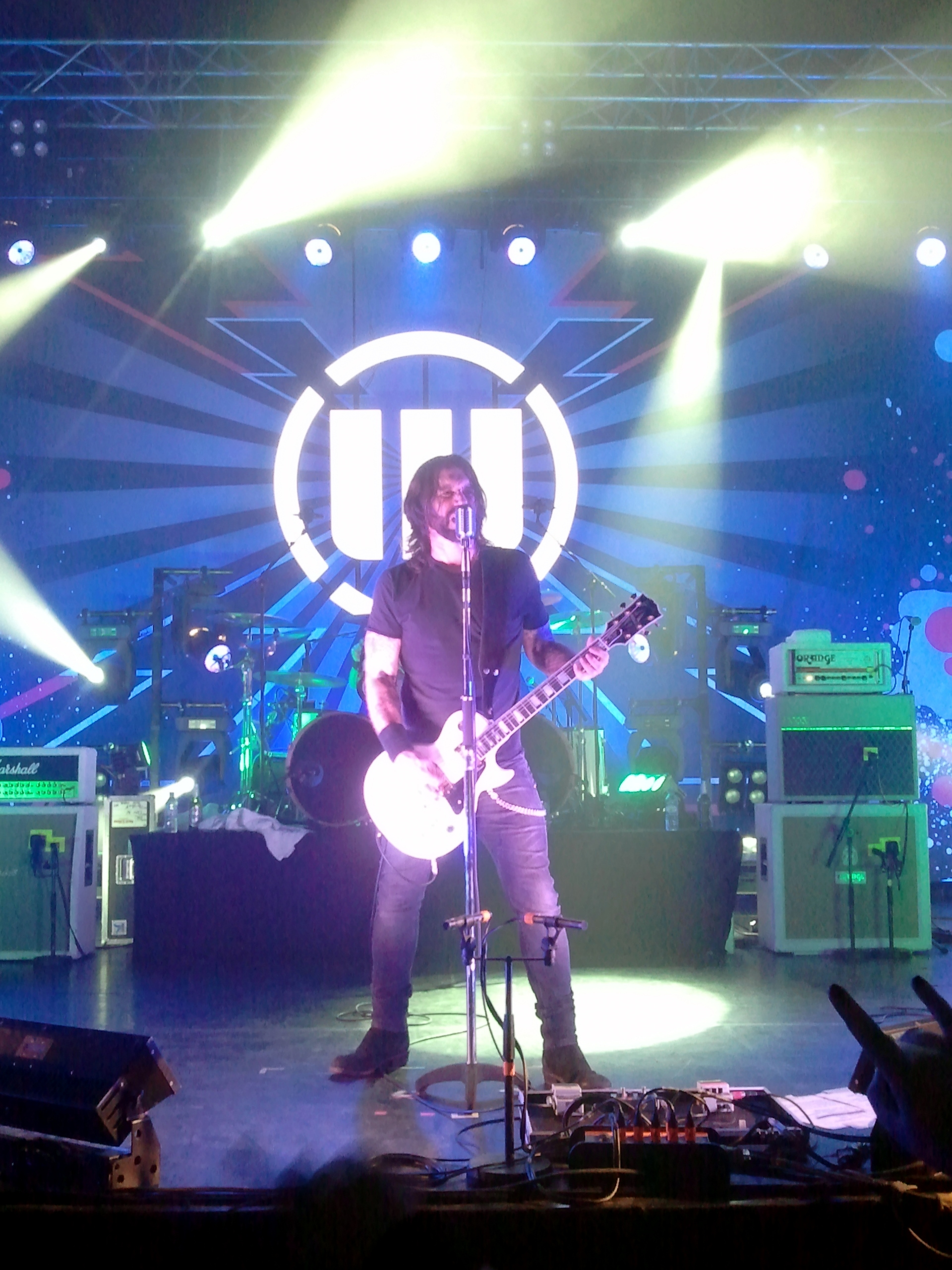
Der W auf Tour (2013)

Am 11. April 2008 veröffentlichte Weidner unter dem Namen Der W die Single Geschichtenhasser aus seinem zwei Wochen später erschienenen ersten Soloalbum Schneller, höher, Weidner. Einige Songs dafür nahm er zusammen mit der amerikanischen Band Pro-Pain auf. Die Debütsingle Geschichtenhasser stieg auf Platz 38 der Singlecharts ein und verbesserte sich in der darauf folgenden Woche bis auf Platz 19.
Weidners Soloalbum erschien am 20. März 2009 in einer limitierten Auflage von 2000 Stück auf einer Doppel-Vinyl-LP. Die Schallplatte enthält zudem drei Bonustracks. Von März bis April 2009 ging Weidner auf Tournee in Deutschland, Österreich und der Schweiz. Als Vorgruppe traten die dänische Rockband D-A-D, die amerikanische Metalband Pro-Pain und die deutsche Hardrockband Skew Siskin auf. Zu seiner Live-Band gehörten Rupert Keplinger, Dirk Czuya, Henning Menke und JC Dwyer.
Es folgten von Mai 2009 bis August 2009 Auftritte bei verschiedenen Festivals wie dem Wacken Open Air 2009 und den Ablegern Wacken Rocks South, Wacken Rocks Seaside und Wacken Rocks Berlin, sowie den Open Airs With Full Force, Woodstage und Rock Head. Außerdem war er im Dezember 2009 als Support für Motörhead bei ihrer Deutschland-Tour auf der Bühne, wo er nach dem Ausstieg Rupert Keplingers die Gitarre übernahm. Im November 2009 wurde ein Tourfilm sowie ein Live-Mitschnitt des Konzertes in der Berliner Columbiahalle vom 23. April 2009 als Doppel-DVD mit dem Titel Von A nach W veröffentlicht. Der DVD liegt auch eine Live-CD bei. im selben Jahr erhielt Weidner eine Echo-Nominierung in der Kategorie Künstler/Künstlerin/Gruppe/Kollaboration – Rock/Alternative.
Am 3. Dezember 2010 erschien sein zweites Album mit dem Titel Autonomie! Unterstützung bekam er von Sängerin Yen (YEN) und Motörhead-Schlagzeuger Mikkey Dee. Über seine Texte äußerte sich Stephan Weidner im Gespräch mit dem Pressure Magazine wie folgt: „Ich sehe mich einfach nur als jemanden, der über sich nachdenkt, über sein Leben und darüber, was er sieht und das mitteilt. Was die Leute dann mit meinen Texten machen, das ist vollkommen ihnen überlassen. Ich sehe mich weder als Mahner, noch habe ich die Ambition, die Welt zu verbessern, sondern ich lebe einfach nur so, wie ich es für richtig halte und könnte mir vorstellen, dass den einen oder anderen das interessiert.“ Am 19. Oktober 2012 erschien Weidners drittes Soloalbum III und am 18. März 2016 folgte sein viertes Album IV.
Anfang des Jahres 2021 kündigte Weidner „Operation Transformation“ an, das einen Überblick über Weidners Schaffen als DER W liefern soll. Das Best-Of-Album besteht aus zwei CDs mit insgesamt 40 Stücken, darunter Liveaufnahmen der DER W-Tour 2016 und bisher unveröffentlichtes Material.

### Gastauftritte bei anderen Bands

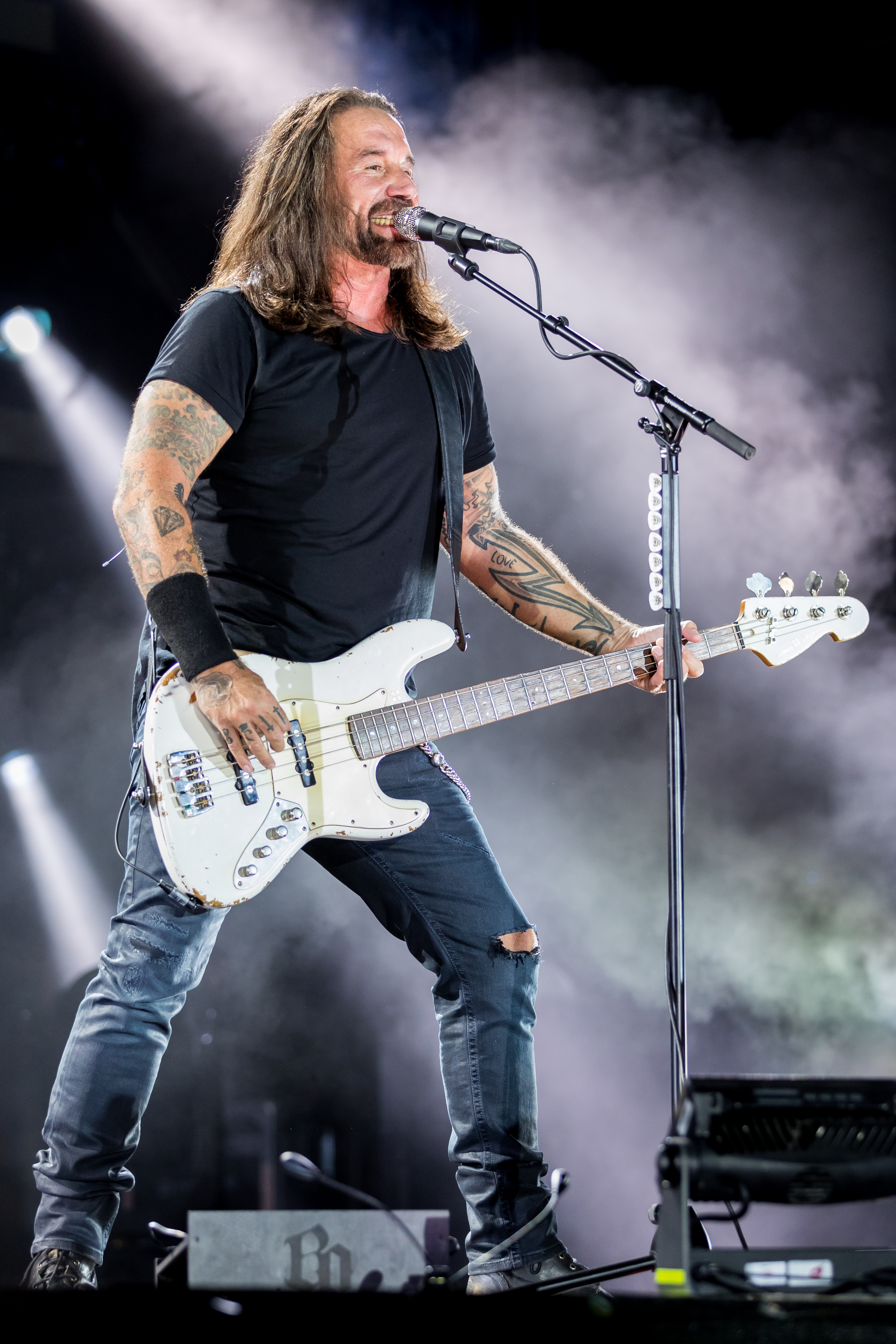
Bei einem Auftritt mit den Böhsen Onkelz (2019)

Weidner spielte 1992 für den Dance-2-Trance-Titel Remember Exxon Valdez (Album: Moon Spirits) die Gitarren-Riffs ein. Mit Pro-Pain nahm er 2004 für das Album Fistful of Hate den Song Godspeed und 2008 Hour of the Time für das Album No End in Sight auf, in denen er die Refrains singt. 2004 schrieb er unter einem Pseudonym für Peter Maffay den Text zum Lied Früher, später auf seinem Album Laut & leise.
Auf dem 2006 erschienenen Album LoveChainsNRockets von Sub7even übernahm er die Background-Vocals in dem Song F*** About. Des Weiteren ist Weidner auf der 2009 erschienenen Platte Eschenbach von der gleichnamigen Band bei den Songs Schwarze Löcher, Mach's gut und Halt aus als Gastsänger vertreten. 2014 sang er mit Toxpack den Titel Nichts hören, sehen, sagen auf deren Album Friss!.

### Produzent
Nachdem er schon einen Großteil der Onkelz-Alben produziert und das Label Rule23 Recordings gegründet hatte, wurde er 2000 erstmals für eine andere Band tätig und produzierte für die Band Suprasod deren gleichnamiges Debütalbum. Mit Sub7even, die mit den Onkelz bereits 2001 auftraten, produzierte er 2006 deren drittes Album LoveChainsNRockets. im selben Jahr produzierte er die Single Unser Stadion – unsere Regeln. Seit 2008 produziert Weidner die Band Eschenbach.

### Abseits der Musik
Nachdem Weidner schon mit seiner Band Böhse Onkelz verschiedene soziale Projekte ins Leben gerufen und unterstützt hatte (u. a. Konzerte für die Opfer rechtsextremer Gewalt und Hilfsaktionen in Peru und Afghanistan), setzte er das auch nach dem Bandende fort. Zusammen mit dem Bremer Soziologen Cornelius Peltz gründete er im Juli 2008 das Projekt Voice vs. Violence, das sich zum Ziel gesetzt hat, Jugendlichen zu vermitteln, dass Gewalt und Hass falsche Wege ebnen. Im Februar 2008 gründete Weidner sein eigenes Mode-Label W-Couture, das T-Shirts und Sweatshirts verkauft.

## Diskografie

### Studioalben
| Jahr | Titel                     | Höchstplatzierung, Gesamtwochen, AuszeichnungChartplatzierungen (Jahr, Titel, Platzierungen, Wochen, Auszeichnungen, Anmerkungen) | Höchstplatzierung, Gesamtwochen, AuszeichnungChartplatzierungen (Jahr, Titel, Platzierungen, Wochen, Auszeichnungen, Anmerkungen) | Höchstplatzierung, Gesamtwochen, AuszeichnungChartplatzierungen (Jahr, Titel, Platzierungen, Wochen, Auszeichnungen, Anmerkungen) | Anmerkungen                            |
| Jahr | Titel                     | DE | AT | CH | Anmerkungen                            |
| ---- | ------------------------- | --- | --- | --- | -------------------------------------- |
| 2008 | Schneller, höher, Weidner | DE2 Gold · (26 Wo.)DE | AT17 (4 Wo.)AT | CH53 (2 Wo.)CH | Erstveröffentlichung: 25. April 2008   |
| 2010 | Autonomie!                | DE3 (10 Wo.)DE | AT43 (1 Wo.)AT | CH71 (1 Wo.)CH | Erstveröffentlichung: 3. Dezember 2010 |
| 2012 | III                       | DE2 (4 Wo.)DE | AT25 (1 Wo.)AT | CH77 (1 Wo.)CH | Erstveröffentlichung: 19. Oktober 2012 |
| 2016 | IV                        | DE4 (5 Wo.)DE | AT14 (1 Wo.)AT | CH25 (1 Wo.)CH | Erstveröffentlichung: 18. März 2016    |
| 2022 | V                         | DE9 (3 Wo.)DE | AT30 (1 Wo.)AT | CH65 (1 Wo.)CH | Erstveröffentlichung: 27. Mai 2022     |

### Livealben
| Jahr | Titel            | Höchstplatzierung, Gesamtwochen, AuszeichnungChartsChartplatzierungen (Jahr, Titel, Platzierungen, Wochen, Auszeichnungen, Anmerkungen) | Anmerkungen                                                |
| Jahr | Titel            | DE | Anmerkungen                                                |
| ---- | ---------------- | --- | ---------------------------------------------------------- |
| 2011 | Autournomie Live | DE28 (1 Wo.)DE | Erstveröffentlichung: Dezember 2011 DVD/BluRay & Doppel-CD |

Weitere Livealben
- 2009: Von A nach W (Doppel-DVD & CD)

### Kompilationen
| Jahr | Titel                                      | Höchstplatzierung, Gesamtwochen, AuszeichnungChartplatzierungen (Jahr, Titel, Platzierungen, Wochen, Auszeichnungen, Anmerkungen) | Höchstplatzierung, Gesamtwochen, AuszeichnungChartplatzierungen (Jahr, Titel, Platzierungen, Wochen, Auszeichnungen, Anmerkungen) | Anmerkungen                            |
| Jahr | Titel                                      | DE | AT | Anmerkungen                            |
| ---- | ------------------------------------------ | --- | --- | -------------------------------------- |
| 2021 | Operation Transformation (Zwo Acht – 2020) | DE8 (1 Wo.)DE | AT61 (1 Wo.)AT | Erstveröffentlichung: 26. Februar 2021 |

### EPs
| Jahr | Titel                       | Höchstplatzierung, Gesamtwochen, AuszeichnungChartplatzierungen (Jahr, Titel, Platzierungen, Wochen, Auszeichnungen, Anmerkungen) | Höchstplatzierung, Gesamtwochen, AuszeichnungChartplatzierungen (Jahr, Titel, Platzierungen, Wochen, Auszeichnungen, Anmerkungen) | Anmerkungen                            |
| Jahr | Titel                       | DE | AT | Anmerkungen                            |
| ---- | --------------------------- | --- | --- | -------------------------------------- |
| 2011 | Was ist denn hier nicht los | DE20 (3 Wo.)DE | AT52 (1 Wo.)AT | Erstveröffentlichung: 25. Februar 2011 |

### Singles
| Jahr | Titel Album                                 | Höchstplatzierung, Gesamtwochen, AuszeichnungChartsChartplatzierungen (Jahr, Titel, Album, Platzierungen, Wochen, Auszeichnungen, Anmerkungen) | Anmerkungen                          |
| Jahr | Titel Album                                 | DE | Anmerkungen                          |
| ---- | ------------------------------------------- | --- | ------------------------------------ |
| 2008 | Geschichtenhasser Schneller, höher, Weidner | DE19 (6 Wo.)DE | Erstveröffentlichung: 11. April 2008 |

Weitere Singles
- 2010: Sterne
- 2012: Mordballaden
- 2012: Kafkas Träume
- 2016: Mehr!
- 2022: Für dich
- 2022: Der Berg bewegt sich nicht
- 2022: Haus aus Spiegeln